# Sparta Warriors
Sparta Sarpsborg er en ishockeyklub i Sarpsborg, som var en del af sports-teamet Sparta Sarpsborg (grundlagt 1958). Sparta Warriors spillede deres hjemmekampe i Sparta Amfi, og i de senere år har de været et stabilt playofflag i midten af træet i den norskeserie, mens det i de senere år har gjort et spring mod toppen.
Klubben blev norsk mester i 1984, 1989 og 2011.

## Spillerstall2020/21[1]
| - Norge #34 Jens Kristian Lillegrend - Norge #30 Tobias Normann |  | - Norge #5 Stian Aleksander Isachsen - Norge #16 Even Myreng Kjellesvik - Norge #76 Emil Martinsen Lilleberg - Norge #33 Jesper Martinsen Lilleberg - Norge #82 Jonas Meisingset - Sverige #24 Mattias Nilsson - Norge #13 Håkon Løken Pedersen - Finland #44 Santeri Saari - Norge #15 Robin André Soudsky |  | - Norge #8 Sondre Andreas Ahlsen - Norge #89 Eirik Børresen - Norge #27 Sebastian Labori Christiansen - Norge #52 Svein-Petter Falk-Larssen - Sverige #62 Martin Grönberg - Norge #9 Anders Tangen Henriksen - Sverige #11 Kristian Jakobsson - Norge #85 Christoffer Karlsen - Norge #14 Henrik Knold - Norge #20 Magnus Nilsen - Norge #28 Niklas Roest - Finland #91 Samuel Salonen - Norge #22 Sander Thoresen - Sverige #12 Victor Öhman - Norge #10 Trym Sjødahl Østby |  |  |

## Club Legends
- Lasse Beckman (1943–), træner første gang Sparta tog "The Double"
- Siwert Andersson (1959-), norsk rekord med 110 point i en sæson i 1985/1986
- Geir Myhre (1954–2016), vandt Gullpucken i 1982 som den første Sparta-spiller nogensinde
- Tore Jobs (1956–), coachet, da Sparta vandt ligaguld i 1986 og klubdirektør under det næste ligaguld
- Harald Lückner (1957–), coachet, da Sparta vandt det andet norske mesterskab i 1989
- Stephen Foyn (1959–), verdensrekorden for hurtigste mål (4 sekunder inde i kampen) og Golden Puck i 1990
- Igor Mishukov (1961–), de første sovjetiske trusser i norsk ishockey
- Per Christian Knold (1968–), over 600 point i en 20-årig karriere for Sparta
- Per-Åge Skrøder (1978–), den lokale Sparta-spiller med flest internationale og point king i den svenske eliteserie
- Henrik Malmström (1978–), den bedste målscorer i norsk ishockey i 2010'erne [2]
- Jonas Solberg Andersen (1981–), point king i den norske eliteserie i 2006/2007
- Jonas Holøs (1987–), Sarpsborgs første NHL-spiller og Norges sjette
- Jorid Dagfinnrud Øiestad (1989–), første kvinde, der nogensinde er blevet tilmeldt en elite ligakamp på herresiden

## Ekstern henvisning
- Sparta Warriors hjemmeside